# Idrætsmærket
Det Danske Idrætsmærke er en dansk organisation som blev stiftet i den 13. december 1921 af Dansk Idræts-Forbund, De Danske Skytte-, Gymnastik- og Idrætsforeninger samt Krigs- og Marineministeriet.
Idrætsmærkets første formand blev generalmajor Holten F. Castenschiold, som havde posten frem til 1942.
Fra 1997, da Dansk Idræts-Forbund meldte sig ud, blev idrætsmærket administreret i samarbejde mellem Dansk Firmaidrætsforbund, Danske Gymnastik- & Idrætsforeninger og forsvaret. Siden 2004 har DGI stået alene for administrationen.
Idrætsmærket kan tages én gang årligt. Første gang tildeles idrætsmærket i guld, derefter angiver et tal i toppen af mærket hvor mange gange man har taget det.

## Idrætsmærkets prøver
Udformningen af dagens idrætsmærke prøver gjordes i 1996, og er ganske lig 1970-mærket. Nyt blev valgmuligheden gruppe 2 mellem en gymnastikprøve eller en almen formprøve. Forskellen på hvilke discipliner de to køn kunne tage idrætsmærket i ændredes så mærket i dag er ligestillet.
For at tage mærket skal én af prøverne i hver af de tre grupperne bestås:
- Gruppe 1: Idræt; (atletik, badminton, fodbold, gang, gymnastik, kano- og kajakroning, orientering, ridning, roning, skydning, svømning eller militær firekamp (skydning, forhindringsbaneløb, håndgranatkast og 5 km løb).
- Gruppe 2: Gymnastikprøve eller almen formprøve (bestående af et opvarmningsprogram og seks øvelsesgrupper for kroppens store muskler).
- Gruppe 3: Udholdenhedsprøve i (cykling, gang, løb, roning eller svømning).

## Idrætsmærke statistik
- 1922: 2.000
- 1946: 11.500
- 1953: 6.500
- 1962: 18.000
- 1963: 18.000
- 1970: 13.000
- 1995: 7.000
- 2005: 1.000

Efter en beskeden start med et par tusinde årligt nåede antallet af uddelte idrætsmærker omkring 2. verdenskrig op på cirka. 10.000 mærker om året. Dette niveau bibeholdes i årene straks efter krigen, men gik derefter stærkt tilbage og nåede lavpunktet i 1953, Derefter vendte det og idrætsmærke blev mere og mere populært, og nåede sin top i 1962 og 1963, hvor der blev uddelt cirka 18.000 mærker. Det antal er aldrig siden blevet slået. Idrætsmærket gik stærkt tilbage op igennem 1980'erne, og 2005 uddeltes cirka 1.000 mærker.

## Eksterne kilder
- Den Store Danske – Idrætsmærket
- DGI : Idrætsmærkets historie (Webside ikke længere tilgængelig)
- Civile & Militære Duelighedstegn I – Danmark Arkiveret 15. oktober 2008 hos  Wayback Machine